# Charles-Claude Meuziau
Charles-Claude Meuziau, né et baptisé le 18 février 1771 à Buxy (Saône-et-Loire) et mort à Strasbourg (Bas-Rhin) le 16 septembre 1834, est un général français de la Révolution et de l’Empire. Il est le fils légitime de François Muzeau, vigneron à Buxy, et de Françoise Renaud.

## Carrière et états de service
Ayant commencé sa carrière comme cavalier au 11e régiment de chasseurs à cheval le 9 novembre 1790, il participe aux campagnes de l'armée du Nord de 1792 à 1793. Nommé fourrier le 11 août 1793, il passe avec son régiment à l'armée des Ardennes pour les opérations de 1793 et 1794, puis à l'armée de Sambre-et-Meuse pour les combats de 1794 à 1797. Il est nommé adjudant sous-lieutenant le 18 février 1795, et il passe avec son grade à l'armée du Rhin en 1798, puis à l'armée de Batavie en 1799, où il devient aide-de-camp du général Trelliard le 12 décembre suivant. Il est nommé lieutenant au 4e régiment de dragons le 29 mars 1800, et capitaine sur le champ de bataille de Neukirch le 26 décembre 1800.
Il retourne au 11e Chasseurs à cheval comme adjudant-major le 13 mars 1802, puis comme capitaine-commandant au même régiment. À la tête de sa compagnie, il participe aux campagnes de la Grande Armée entre 1805 et 1807. Il est nommé chef d'escadrons au 11e Chasseurs le 10 juin 1809 et participe à la campagne de 1809. Il passe colonel du 5e régiment de hussards le 21 septembre 1809.
À la tête du 5e Hussards il sert pendant la campagne de Russie où il est 2 fois blessé : pendant la bataille de la Moskowa, d'un éclat d'obus au pied gauche le 7 septembre 1812, et au combat de Winkowo, d'un coup de lance à l'épaule gauche le 18 octobre suivant. Il est nommé colonel-major des chasseurs à cheval de la Garde impériale le 14 mai 1813, et il est promu général de brigade major des chasseurs à cheval de la Garde impériale le 4 décembre 1813. À la tête de cette prestigieuse unité il combat pendant la campagne de France en 1814.
À la première Restauration, il reste à la tête de la 1re division des chasseurs à cheval de France le 1er septembre 1814, puis inspecteur de la cavalerie pour la 15e division militaire le 17 janvier 1815, et commandant d'une brigade de cavalerie.
Au retour de Napoléon, il est employé à l'armée du Rhin, sous les ordres du général Rapp.
Placé en non-activité, au début de la seconde Restauration, il reprend du service comme inspecteur de la cavalerie pour la 18e division militaire le 25 juillet 1816, puis le 27 avril 1817, pour la 6e division militaire. Inspecteur de cavalerie dans le cadre de l'état-major général le 30 décembre 1818, il devient commandant du dépôt des remontes de Strasbourg le 3 mars 1819, et inspecteur de cavalerie pour les 3e et 5e divisions militaires le 4 juillet 1821. Il est admis à la retraite à compter du 1er janvier 1825 et il est élevé au grade de lieutenant-général honoraire le 23 mars 1825. 
La Révolution de 1830 lui permet d'être remis en activité comme commandant le département des Vosges le 15 septembre 1830, puis d'être compris dans le cadre d'activité de l'état-major général le 22 mars 1831. Le 17 mars 1832 il prend le commandement du département de l'Isère, et il est admis à la retraite le 1er avril 1833.

## Décorations et titres
- Légion d'honneur
  - Chevalier de la Légion d'honneur, le 14 brumaire an XII
  - Officier de la Légion d'honneur, le 17 juillet 1809
  - Commandeur de la Légion d'honneur, en mars 1813
  - Grand officier de la Légion d'honneur, le 16 juin 1831
- Rente annuelle de 600 frs sur la Wesphalie par décret impérial du 19 mars 1808
- Chevalier de l'Empire par lettres patentes du 25 février 1809
- Baron de l'Empire par lettres patentes du 23 juin 1810
- Chevalier de Saint-Louis
- confirmé baron héréditaire, par lettres patentes du 15 mars 1817

## Sources et bibliographies
- Dossier MEUZIAU, SHD
- Registre des officiers du 5e Hussards, 2 Yc 265, S.H.D
- SIX (Georges), Dictionnaire biographique des généraux et des amiraux français de la Révolution et de l'Empire (1792-1814),  Paris, Saffroy, 1934
- Archives départementales de (Saône-et-Loire)